# سالاد فینگرز
سالاد فینگرز (به انگلیسی: Salad Fingers) نام یک انیمیشن سریالی بزرگسالان می‌باشد که در سال ۲۰۰۴ توسط دیوید فیرث خلق گردید. این انیمیشن سریالی حول محور شخصیتی تحت نام سالاد فینگرز که نوعی مرد سبز رنگ و لاغر که از نظر روانی آشفته‌حال می‌باشد و در دنیایی خالی از سکنه زندگی می‌کند، می‌چرخد.